# 트리슐리강
트리슐리강(네팔어: त्रिशूली नदी)은 네팔 중부에 위치한 나라야니강 유역의 주요 지류 중 하나이다. 이 강은 티베트의 지룽현에서 발원하는 키롱 창포와 렌데 콜라가 네팔-티베트 국경 근처의 라수와 가디에서 합류하여 형성된다. 이 강의 계곡은 과거 카트만두 계곡과 티베트 간의 전통적인 무역로였다.

## 어원
트리슐리는 힌두교 판테온에서 가장 강력한 신인 시바의 트리슐라 또는 삼지창에서 이름을 따왔다. 히말라야산맥의 높은 곳, 고사이쿤다에서 시바가 삼지창을 땅에 박아 세 개의 샘을 만들었고, 이것이 트리슐리의 원천이 되었다는 전설이 있다.

## 경로
트리슐리강의 수원지는 티베트의 지룽현에 있는 페쿠 캉리 산맥(네팔에서는 랑탕 히말이라고 불림)에 있다. 키롱 창포(또는 케룽 콜라)와 렌데 콜라라는 두 주요 강이 네팔 국경의 라수와 요새 근처에서 합류하여 트리슐리강을 형성한다. 키롱 창포는 종카 마을을 넘어 광대한 유역을 가지고 있으며, 자롱추, 걍추, 프롱다추, 우블룽추, 차룽추, 라그마추 등 수많은 개천들이 합쳐져 형성된다. 라그마를 지나면 여러 마을과 키롱 마을이 있는 무성한 녹색 고산 "키롱 계곡"(고도 2700m)을 통과한다. 그 후 라수와 요새에 도달하기 전에 깊은 협곡으로 들어간다. 강의 마지막 구간은 네팔-중국 국경의 일부로 사용된다.
렌데 콜라는 랑탕 히말에서 발원하는 리총 추와 추숨도 창포라는 두 개의 지류를 더 가지고 있으며, 후자는 다시 네팔-중국 국경의 일부를 이룬다.
트리슐리강은 물리적으로 라수와 요새에서 형성되지만, 이 단계에서는 공식적으로 그렇게 불리지 않는다. "티베트에서 온 강"이라는 일반적인 이름인 "봇 코시"로 불린다. 둔체 근처 고사이쿤다에서 발원하는 트리슐리 콜라 지류를 받은 후에 트리슐리 강가라고 불린다. 이로 인해 고사이쿤다가 강의 공식적인 수원지가 되고, 티베트에서 온 강은 지류가 된다.
타디 콜라와 리쿠 콜라 지류는 비두르 시 근처에서 트리슐리에 합류한다. 이 강들의 계곡은 바드 방양 고개를 통해 카트만두와 연결된다. 이 계곡들은 카트만두와 티베트 간의 전통적인 통로를 구성했다.
더 나아가 트리슐리는 데브가트에서 나라야니강과 합류한다. 나라야니강은 남쪽으로 인도로 흘러 갠지스강과 합류한다.

## 유역 데이터
트리슐리 전체 유역의 60퍼센트 이상이 티베트에 있으며, 약 9퍼센트는 눈과 빙하로 덮여 있다. 유역 면적 4,640 제곱킬로미터 (1,790 mi2)의 85퍼센트가 3,000 미터 (9,800 ft) 이상에 위치하며, 그 중 11퍼센트는 6,000 미터 (20,000 ft) 이상에 위치한다. 베트라와티에서 600 미터 (2,000 ft) 고도에서 정기적으로 측정되었다. 이 강물의 평균 최저 및 해빙기 유량은 나라야니강에서 기록된 평균 유량과 비슷하다.

## 수상 스포츠 및 관광
트리슐리는 인상적인 협곡, 흥미진진한 급류, 비교적 쉬운 구간, 카트만두와 포카라에서의 쉬운 접근성으로 인해 네팔에서 가장 인기 있는 래프팅 강이다. 트리슐리에서의 래프팅은 네팔에서 가장 인기 있는 야외 활동 중 하나이다. 트리슐리강은 가네시산과 랑탕 히말의 눈 녹은 물로 이루어져 있다. 치트완 국립공원 또한 쉽게 접근할 수 있다.
네팔의 대부분 여행사 및 여행 대리점은 트리슐리강 래프팅을 네팔에서 가장 모험적인 강 래프팅 활동 중 하나로 자랑한다.
트리슐리 계곡은 또한 여행자들에게 위험할 수도 있다. 구불구불한 프리트비 고속도로는 카트만두를 오가는 많은 네팔인들의 죽음으로 이어졌다. 매년 여러 버스와 트럭이 이 거친 강으로 떨어져 사라진다.